# Geierköpfe
Geierköpfe är en bergstopp i Österrike.   Den ligger i förbundslandet Tyrolen, i den västra delen av landet, 400 km väster om huvudstaden Wien. Toppen på Geierköpfe är 2 161 meter över havet, eller 674 meter över den omgivande terrängen. Bredden vid basen är 4,7 km.
Terrängen runt Geierköpfe är bergig söderut, men norrut är den kuperad. Runt Geierköpfe är det ganska glesbefolkat, med 27 invånare per kvadratkilometer.. Närmaste större samhälle är Reutte, 11,8 km väster om Geierköpfe. 
I omgivningarna runt Geierköpfe växer i huvudsak blandskog.